# Tooro United Football Club
El Tooro United Football Club es un equipo de fútbol de Uganda que milita en la Superliga de Uganda, la liga de fútbol más importante del país.

## Historia
El club fue fundado como el Soana Football Club hasta el 2018 cuando decidieron cambiar de nombre al de la actual.

## Estadio
El Estadio Kavumba Centre es un estadio multiusos de Wakiso, Uganda. Es usado principalmente para los partidos del Soana FC.